# Neues Schloss (Neustadt an der Waldnaab)

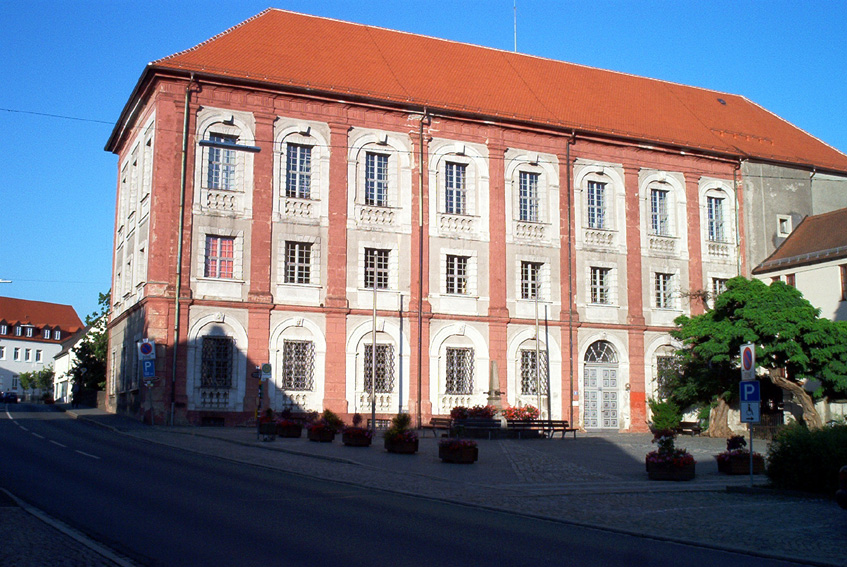
Neues Schloss von Neustadt an der Waldnaab

Das Neue Schloss ist ein Schloss in Neustadt an der Waldnaab. Das Schloss wurde in mehreren Etappen zwischen 1668 und 1720 als Verwaltungszentrum der Gefürsteten Grafschaft Störnstein und Sitz der Lobkowitzer errichtet. Die Anlage wird als Bodendenkmal unter der Aktennummer D-3-6239-0052 im Bayernatlas als „archäologische Befunde im Bereich des sog. Alten Schlosses und des sog. Neuen Schlosses in Neustadt a.d. Waldnaab, darunter die untertägigen Spuren einer mittelalterlichen Burganlage“ geführt. Ebenso ist sie unter der Aktennummer D-3-74-139-42 als denkmalgeschütztes Baudenkmal von Neustadt an der Waldnaab verzeichnet.

## Geschichte
Unter Wenzel Eusebius von Lobkowicz wurde 1641 aus den Herrschaften Neustadt und Störnstein die Gefürstete Grafschaft Störnstein mit dem Hauptort Neustadt an der Waldnaab gebildet. Wichtig für die weitere Entwicklung ist Ferdinand August von Lobkowitz (* 7. September 1655; † 3. Oktober 1715), der als ältester Sohn des Fürsten aus dessen zweiter Ehe mit der evangelisch gebliebenen Auguste Sophie von Pfalz-Sulzbach (1624–1682) in Neustadt an der Waldnaab geboren wurde. Augusta Sophie residierte noch in dem Alten Schloss in Neustadt und im Sommer in dem Schloss Waldthurn. Wenzel Eusebius ernennt 1673 seine Ehefrau Augusta Sophie sogar zur Regentin der Grafschaft Neustadt und Störnstein, „da er (als Obersthofmeister des Geheimen Rates in Wien) durch andere Geschäfte von Neustadt abgezogen wurde“. 1677 übernimmt ihr Sohn Ferdinand August Leopold zusammen mit seiner Ehefrau Claudia Franziska, Prinzessin von Nassau-Hadamar, die Regentschaft über Neustadt. Er entschloss sich für einen Neubau des Neuen Schlosses in Neustadt nach einem Plan von Antonio della Porta aus dem Jahr 1684. Das Neue Schloss wurde gleich neben dem Alten Schloss am Neustädter Stadtplatz gebaut. Der Erbauer des Neuen Schlosses, Fürst Ferdinand August Leopold von Lobkowitz, ist im Übrigen ein Stammvater des britischen Adelsgeschlechts Windsor und damit direkter Vorfahr der amtierenden King Charles III.
Fürst Ferdinand August Leopold war insgesamt viermal verheiratet. Aus seiner ersten Ehe mit 1680 Claudia Franziska stammt sein Nachfolger, Phillip Hyacinth von Lobkowitz, geboren am 25. Mai 1680 in Neustadt. Phillip Hyacinth heiratete 1703 bereits mit 23 Jahren Eleonore Karoline, die Erbtochter aus dem Hause Lobkowitz-Bilin. Die erste Ehe blieb kinderlos, da der Sohn Ferdinand bereits bei seiner Geburt 1704 verstarb. 1707 verließen die Fürsten Lobkowitz Neustadt und zogen sich auf ihre böhmischen Güter zurück. Danach wurde das Schloss für Kanzleien und Wohnungen für die Lobkowitzschen Beamten genutzt. 1806 endete die Herrschaft der Lobkowitzer in Neustadt. 1807 verkauft Fürst Franz Joseph Maximilian von Lobkowitz die Herrschaft Neustadt-Störnstein für 800.000 Gulden an das Königreich Bayern.
1808 zog als erster bayerischer Landrichter Karl Franz Reisner von Lichtenstern von Parkstein nach Neustadt.

## Baulichkeit
Der Bau des Neuen Schlosses war bereits 1684 beschlossen worden; zur Bauausführung kam es aber erst 1698. Damals wurde nach Entwürfen des Neustädter Baumeisters Johann Leonhard Mayer durch den Architekten Antonio della Porta (bis 1702) und den fürstlichen Baumeister Anton Ritz (ab 1702) mit dem Bau begonnen. Das Schloss war im Stil eines italienischen Barockpalastes als Dreiflügelanlage geplant, jedoch wurde nur der Ostflügel (bis 1717) ausgeführt. Vorbild war ein Eckpavillon in den Tuilerien von Paris.
Das Schloss ist heute ein dreigeschossiger Walmdachbau mit einer reichen Fassadengliederung. In dem Schloss sind spätmittelalterliche Bauteile einbezogen, im rückwärtigen Teil befinden sich Reststücke der Stadtbefestigung.
Das umfassend restaurierte Schloss (Außenfassade sowie Stukkaturen und Deckengemälden der Innenräume) wird heute als Landratsamt genutzt. Teile des Schloss sind öffentlich zu besichtigen. So etwa die um 1710 errichtete Schlosskapelle in der zweiten Etage; sie war ehemals ein zweigeschossiger, quadratischer Raum. In ihr befindet sich ein Spiegelgewölbe mit einem 17-teiligen Bilderzyklus zu dem Apostolischen Glaubensbekenntnis. Sieben weitere Räume mit Deckenfresken und Stukkaturen zeigen Szenen aus der griechischen Mythologie; diese Räume sind als Verwaltungsräume nur bei Führungen öffentlich zugänglich. Im Gang der 2. Etage ist eine Dauerausstellung über die Geschichte des Schlosses sowie der Lobkowitzer und deren fast 250-jährigen Regentschaft in Neustadt an der Waldnaab und Umgebung zu sehen. Zwischen der Rückseite des Schlosses und der Stadtmauer ist ein kleiner Barockgarten angelegt.